# Roznoszyńce
Roznoszyńce – wieś na Ukrainie w rejonie krzemienieckim, należącym do obwodu tarnopolskiego.
Podczas II wojny światowej siedziba gminy Roznoszyńce.
Do 2020 w rejonie zbaraskim.